# Rzepik szczeciniasty
Rzepik szczeciniasty (Agrimonia pilosa Ledeb.) – gatunek rośliny z rodziny różowatych. 

## Rozmieszczenie geograficzne
Zasięg występowania obejmuje wschodnią, południowo-wschodnią i północną część kontynentu azjatyckiego, od Japonii na wschodzie, po Indie i Mjanmę na południu. Poprzez tereny Mongolii i Rosji sięga do Europy, gdzie zachodnia granica zasięgu sięga do Finlandii, Polski i Rumunii. W Polsce spotykany w północno-wschodniej części (Pojezierze Litewskie i Mazurskie oraz Nizina Północnopodlaska). Pojedyncze stanowiska w okolicy Fromborka. Dzięki intensywnym badaniom florystycznym zlokalizowano szereg stanowisk w Beskidzie Niskim i Bieszczadach Zachodnich.

## Morfologia

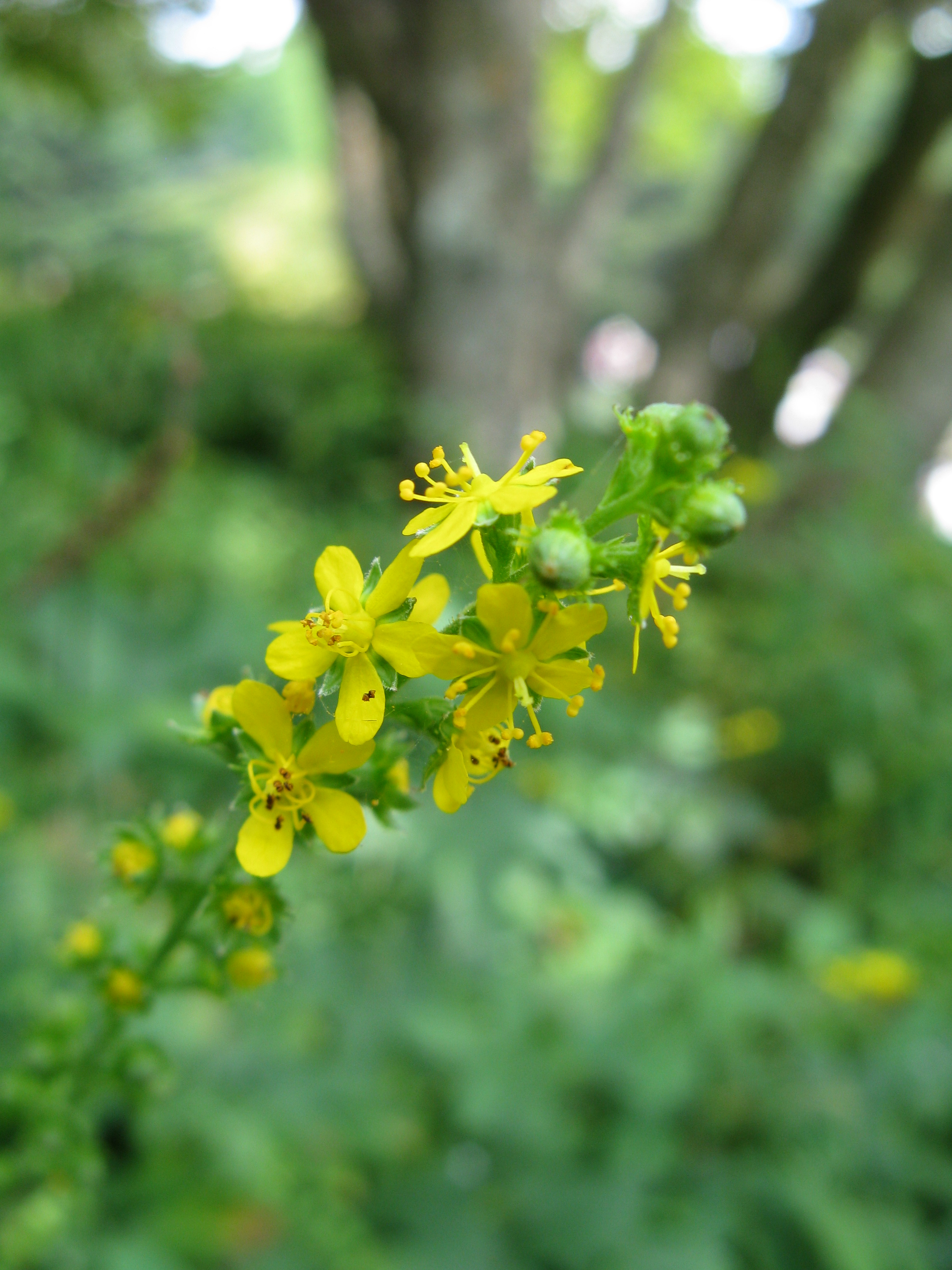
Kwiatostan

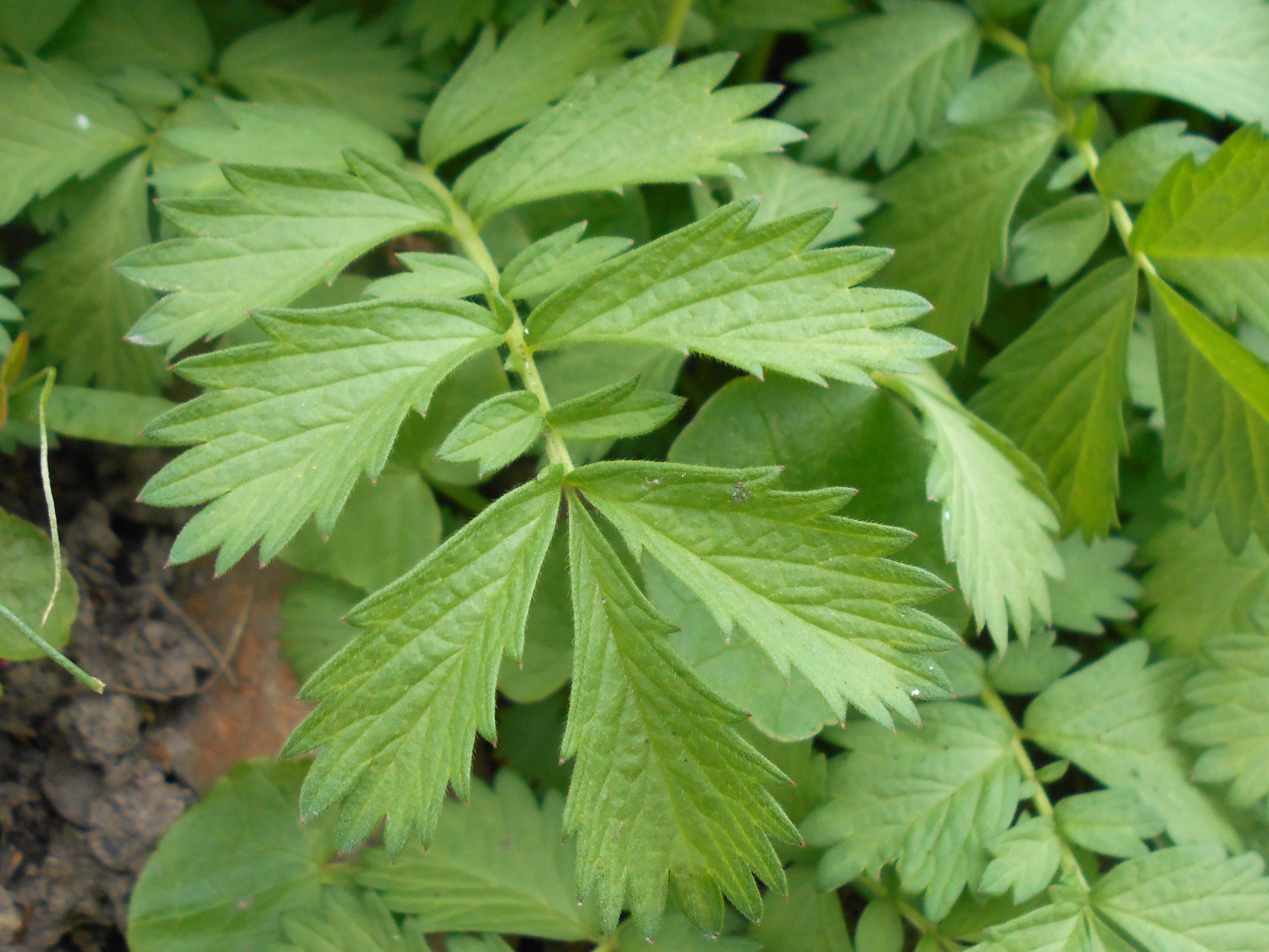
Listki w dole zwężone i całobrzegie, w górze najszersze

ŁodygaWzniesiona, zwykle rozgałęziona o wysokości 50–150 cm. Jest owłosiona niezbyt gęsto długimi, odstającymi włoskami i licznymi maleńkimi gruczołkami. Pod ziemią występuje niezbyt silne, poziome kłącze.
LiściePrzerywano-nieparzystopierzaste z przylistkami. Odcinki liściowe w nasadzie długoklinowate, w dolnej części całobrzegie, w górnej połowie najszersze i brzegiem wcinano- piłkowane lub piłkowano-wrębne. Górna strona liścia naga lub z rzadka owłosiona, dolna – jaśniejsza z długimi, sztywnymi włoskami na nerwach i z licznymi, bardzo drobnymi, lśniącymi gruczołkami na całej powierzchni.
KwiatyZebrane w cienkie, kłosokształtne grona, Kielich pokryty haczykowatymi kolcami. Kwiaty drobne, o bladożółtych płatkach korony. Słupek dolny, otoczony przez hypancjum. Dojrzałe hypancjum ma (wraz z haczykowatymi i stulonymi na szczycie szczecinkami) 4–5 mm długości.
Gatunki podobneRzepik pospolity A. eupatoria i wonny A. procera mają listki ząbkowane od nasady, która jest zaokrąglona lub krótko tylko zwężona, ich kwiaty są złotożółte, a hypancja większe – mają od 6 do 12 mm długości.

## Biologia i ekologia
Bylina, hemikryptofit. Siedlisko: dość suche lub średnio wilgotne podłoże humusowe, kamienisto-gliniaste lub piaszczysto-gliniaste, zwykle o odczynie obojętnym lub lekko kwaśnym. Kwitnie od czerwca do lipca, czasami do września. Liczba chromosomów 2n = 28.
Tworzy mieszańce z rzepikiem pospolitym. 

## Zagrożenia i ochrona
Roślina objęta jest w Polsce od 2004 ścisłą ochroną gatunkową oraz dyrektywą siedliskową (ze względu na nieliczne stanowiska położone na granicy jej zasięgu). Aktualnie nie wydaje się zagrożona, ale umieszczono ją na polskiej czerwonej liście w kategorii NT (bliski zagrożenia).